# Стара Домброва (Мазовецьке воєводство)
Стара Домброва (пол. Stara Dąbrowa) — село в Польщі, у гміні Леонцин Новодворського повіту Мазовецького воєводства.
Населення — 230 осіб (2011).
У 1975-1998 роках село належало до Варшавського воєводства.

## Демографія
Демографічна структура станом на 31 березня 2011 року:
|          | Загалом | Допрацездатний вік | Працездатний вік | Постпрацездатний вік |
| -------- | ------- | ------------------ | ---------------- | -------------------- |
| Чоловіки | 129     | 24                 | 91               | 14                   |
| Жінки    | 101     | 19                 | 58               | 24                   |
| Разом    | 230     | 43                 | 149              | 38                   |